# Casco (navio)
Casco do navio é o invólucro exterior de qualquer embarcação. Da sua estanquicidade depende a flutuabilidade do navio, ou seja, caso haja algum problema com a sua estanquicidade o navio corre risco de afundar.

## Partes do casco
Podemos dividi-lo em três partes: Fundo - parte mais baixa do casco; Costado - parte lateral do casco; Encolamento - secção, geralmente curva, de junção entre o Fundo e o Costado.
Para lhe aumentar a resistência, o costado é suportado por um esqueleto. Este é constituído por:
- Balizas - São vigas que se desenvolvem da quilha, em planos transversais, de forma geralmente curva, podendo ser lineares (balizas reviradas, nos extremos da embarcação) ou em "L", a meia-nau. No fundo da embarcação, ligam-se a chapas verticais (chapas de caverna, que aumentam a resistência do navio) para formar o duplo fundo do navio, ou as chamadas "cavernas". Estas chapas de caverna são perfuradas por orifícios denominados boeiras, cuja função é permitir a passagem de pessoal para eventuais inspeções, assim como escoar fluidos que entretanto se aglomerem. Ao conjunto de balizas é dado o nome de cavername;[2]
- Vaus - Vigas horizontais que que unem as balizas entre si segundo um plano transversal. Apoiam-se em esquadros montados nas balizas. Os esquadros são peças, geralmente triangulares, que aumentam a resistência da junção;
- Longarinas - Vigas horizontais que unem igualmente as balizas entre si, contudo, segundo o plano longitudinal da embarcação;
- Quilha - Chapa ou viga mestra do navio. Costuma ser a primeira peça a ser assentada durante a construção de qualquer embarcação. Constitui a espinha dorsal da embarcação e percorre todo o seu comprimento, desde a roda de proa (chapa enformada onde convergem a quilha, as balizas reviradas da proa e as longarinas; é a parte do navio que corta a água) até ao cadaste (semelhante à roda de proa mas à popa).

## Bucim
Visto que nos navios de propulsão mecânica é necessário fazer chegar ao exterior um veio ligado ao hélice, é igualmente necessário efetuar a devida vedação do mesmo. Surge, assim, um problema: ao apertar demasiado o empanque perde-se rendimento, uma vez que o motor tem que vencer não só a resistência da água como também a resistência do próprio vedante. Ao não apertar o suficiente entra água para bordo, donde a utilização do bucim. 

## Anteparas estanques
Anteparas são "paredes" longitudinais ou transversais cuja função pode ser delimitar espaços, fortalecer a estrutura ou garantir a estanquidade de um compartimento. São compartimentos estanque a casa-da-máquina de um navio, a casa do leme ou os tanques de carga. O conceito e a aplicação da estanquidade tomou maiores proporções a partir da segunda grande guerra com o navio Bismarck da marinha alemã. Os graus de estanquidade são: à água, ar, óleo, fumaça e fogo. Nos dias atuais todos os compartimentos abaixo do convés principal, nos navios de guerra, são dotados de estanquidade e na maioria das vezes estanquidade plena.
Como ilustração do assunto, o navio Titanic tinha 15 anteparas de 1/2 polegada de espessura que dividiam o casco do navio em 16 compartimentos estanques. Com esta divisão, separados os compartimentos por anteparas hermeticamente fechadas por portas a prova de água, que eram fechadas com o acionamento de um botão na cabine de comando do navio.

## Número de cascos
Nos países ocidentais todas as embarcações tradicionais são de um casco único, mas na Oceânia é vulgar que tenham duas e que estão na base dos nossos multicascos como são chamadas as embarcações que possuem mais do que um casco.
A provar a origem dos multicascos o próprio nome dado aos que têm dois e são chamados catamarã cujo nome que provém da palavra Katu Maran da língua Tamil, e quer dizer "Canoas paralelas".
Segundo o número de cascos os multicascos são chamados de catamarã quando têm dois e trimarã quando têm três cascos.

### Catamaran

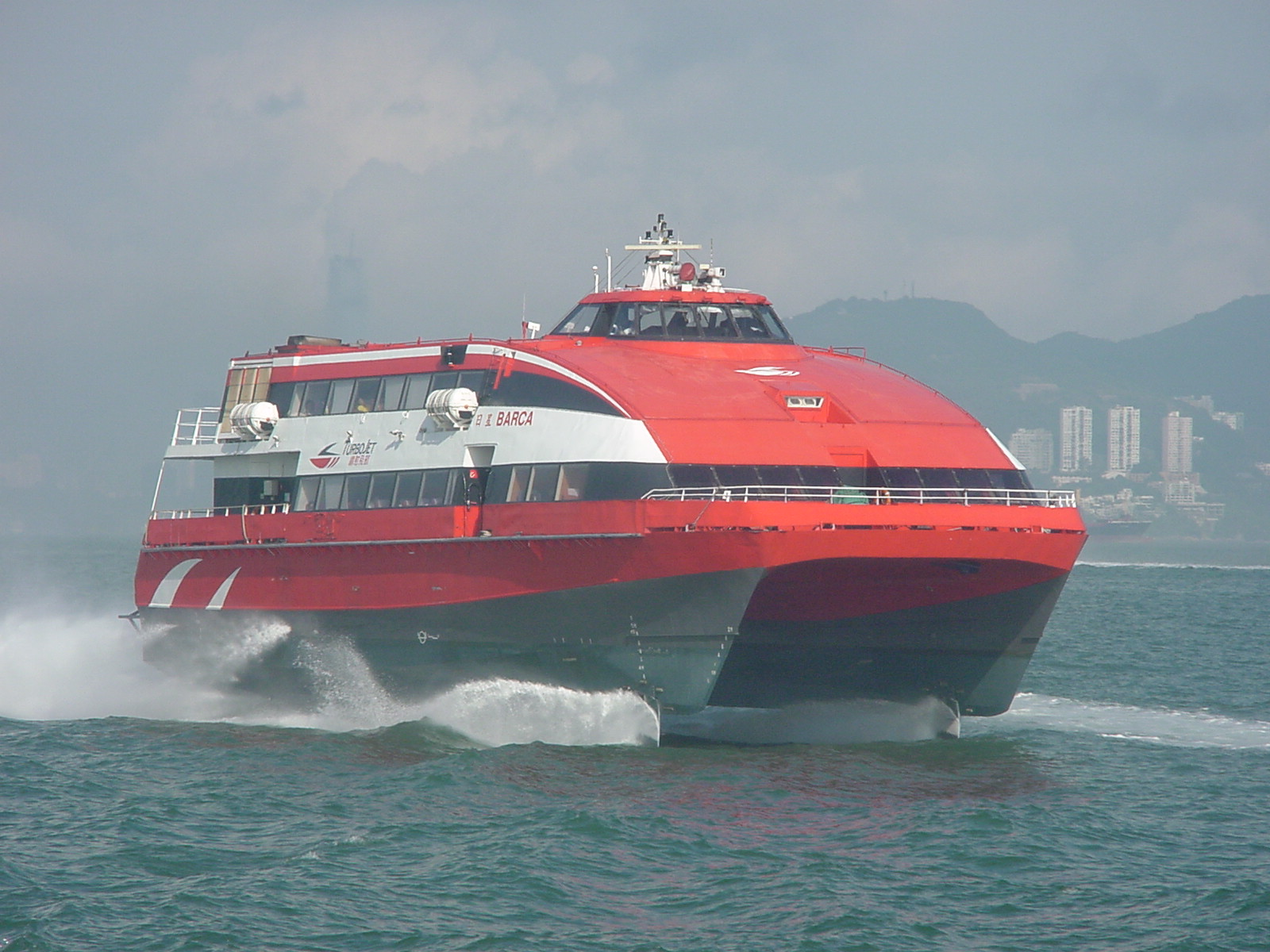
Catamaran de passageiros

Os catamaran à vela são mais empregues nas navegações de recreio devido à sua grande estabilidade, não sofre adernamento, e pelo volume das instalações que podem albergar. 
Este tipo de embarcação está a divulgar-se também nos navios de transportes de passageiros onde a ondulação é relativamente pequena, pois que devido à sua configuração permite velocidades mais elevadas - reduzindo o tempo do trajecto - e menor consume de combustível. São muitas vezes empregues na ligação de duas margens de um rio, ou mesmo de um canal como acontece entre a parte continental da Europa e a Grã-Bretanha.
Tal embarcação, em um porte muito menor, com capacidade para apenas 120 passageiros, é utilizada na travessia entre Porto Alegre (Rio Grande do Sul) e a cidade de Guaíba (Rio Grande do Sul). Onde a maior parte da população em Guaíba não é atendida, pois não existem linhas de ônibus de integração que sejam satisfatórias, visto que o mesmo é administrado pela mesma empresa que faz o transporte rodoviário entre Guaíba e Porto Alegre.

### Trimaran
Um trimaran é um multicasco com três cascos. Na competição à vela onde ao conforto se dá prioridade à velocidade, utilizam-se mais os trimaran que navegando constantemente adernados conseguem velocidades muito superior ao de um catamaran.
Começam a aparecer trimarans a motor como o Ocean Alchemist concebido por Olivier de Kersauson para seguir as grandes provas à vela em volta do mundo e que atingia 30 nós e mais recentemente o Erath Race.